# Fort Fairfield (hrabstwo Aroostook)
Fort Fairfield – jednostka osadnicza w Stanach Zjednoczonych, w stanie Maine, w hrabstwie Aroostook.